# Elmarie Wendel
Pour les articles homonymes, voir Wendel.
Elmarie Louise Wendel, née le 23 novembre 1928 dans l'Iowa et morte le 21 juillet 2018, est une actrice américaine.

## Filmographie
- 1990 : Going Under : Sonar
- 1990 : Elle a dit non (She Said No) (TV)
- 1991 : Dr. Immortalizer (The Immortalizer) (vidéo) : Agnes
- 1996 : Rumpelstiltskin : Gypsy Woman
- 1996-2001 : Troisième planète après le Soleil : Mamie Dubcek
- 2000 : Attraction : Beehive Waitress